# Liste der Mitglieder des liechtensteinischen Landtags (2005)
Diese Liste führt die Mitglieder des Landtags des Fürstentums Liechtenstein auf, der aus den Wahlen am 11. und 13. März 2005 hervorging. Die Legislaturperiode dauerte bis 2009. Die Eröffnungssitzung des Parlaments fand am 14. April 2005 statt.

## Zusammensetzung
Von 17.428 Wahlberechtigten nahmen 15.070 Personen an der Wahl teil (93,9 %). Die Stimmen und Mandate verteilen sich in den beiden Wahlkreisen – Oberland und Unterland – wie folgt:
| Partei                              | Stimmen  | Stimmen   | Stimmen   | Stimmen        | Sitze    | Sitze     | Sitze     |
| ----------------------------------- | -------- | --------- | --------- | -------------- | -------- | --------- | --------- |
| Partei                              | Oberland | Unterland | insgesamt | Stimmenanteile | Oberland | Unterland | insgesamt |
| Fortschrittliche Bürgerpartei (FBP) | 66.389   | 28.156    | 94.545    | 48,7 %         | 7        | 5         | 12        |
| Vaterländische Union (VU)           | 55.372   | 18.790    | 74.162    | 38,2 %         | 6        | 4         | 10        |
| Freie Liste (FL)                    | 20.319   | 4.954     | 25.273    | 13,0 %         | 2        | 1         | 3         |

## Liste der Mitglieder
| Name                 | Fraktion | Wahlkreis | Stimmen | Bemerkung                                       |
| -------------------- | -------- | --------- | ------- | ----------------------------------------------- |
| Marlies Amann-Marxer | VU       | Unterland | 1815    |                                                 |
| Alois Beck           | FBP      | Oberland  | 4423    |                                                 |
| Doris Beck           | VU       | Unterland | 1831    | Fraktionssprecher                               |
| Jürgen Beck          | VU       | Oberland  | 3518    |                                                 |
| Josy Biedermann      | FBP      | Oberland  | 3948    |                                                 |
| Arthur Brunhart      | VU       | Oberland  | 3661    |                                                 |
| Markus Büchel        | FBP      | Unterland | 2725    | Fraktionssprecher                               |
| Henrik Caduff        | VU       | Oberland  | 3417    | nachgerückt am 21. April 2005 für Hugo Quaderer |
| Pepo Frick           | FL       | Oberland  | 1890    |                                                 |
| Doris Frommelt       | FBP      | Oberland  | 3957    |                                                 |
| Franz J. Heeb        | FBP      | Unterland | 2618    |                                                 |
| Johannes Kaiser      | FBP      | Unterland | 2697    |                                                 |
| Elmar Kindle         | FBP      | Oberland  | 4247    |                                                 |
| Ivo Klein            | VU       | Unterland | 1854    | Landtagsvizepräsident                           |
| Günther Kranz        | VU       | Unterland | 1847    |                                                 |
| Peter Lampert        | FBP      | Oberland  | 4345    |                                                 |
| Rudolf Lampert       | FBP      | Unterland | 2616    |                                                 |
| Wendelin Lampert     | FBP      | Oberland  | 4307    | Schriftführer                                   |
| Andrea Matt          | FL       | Unterland | 813     | Fraktionssprecher seit Januar 2007              |
| Gebhard Negele       | VU       | Oberland  | 3637    |                                                 |
| Harry Quaderer       | VU       | Oberland  | 3453    |                                                 |
| Hugo Quaderer        | VU       | Oberland  | 3796    | ausgeschieden im April 2005                     |
| Heinz Vogt           | VU       | Oberland  | 3612    | Schriftführer                                   |
| Paul Vogt            | FL       | Oberland  | 1814    | Fraktionssprecher bis Januar 2007               |
| Klaus Wanger         | FBP      | Oberland  | 4119    | Landtagspräsident                               |
| Renate Wohlwend      | FBP      | Unterland | 2700    |                                                 |

## Liste der Stellvertreter
| Name               | Fraktion | Wahlkreis | Stimmen |
| ------------------ | -------- | --------- | ------- |
| Rony Bargetze      | VU       | Oberland  | 3386    |
| Roland Büchel      | VU       | Oberland  | 3367    |
| Adrian Gstöhl      | FBP      | Unterland | 2499    |
| Thomas Gstöhl      | FBP      | Oberland  | 3921    |
| Claudia Heeb-Fleck | FL       | Oberland  | 1504    |
| Peter Kranz        | VU       | Unterland | 1649    |
| Wolfgang Marxer    | FL       | Unterland | 726     |
| Urs Vogt           | FBP      | Oberland  | 3908    |